# کازان
قازان یا کازان (تاتاری: خط لاتین Kazan، خط سیریلیک Казан، روسی: Казань) (تلفظِ روسی: Каза́нь؛ IPA: [kɐˈzanʲ]) پایتخت جمهوری تاتارستان در فدراسیون روسیه است که براساس سرشماری ۲۰۱۰ روسیه با ۱٬۱۴۳٬۵۳۵ نفر جمعیت، هشتمین شهر پرجمعیت و یکی از مهم‌ترین شهرهای روسیه به‌شمار می‌رود.
شهر قازان محل تلاقی رودهای وُلگا و قازانکا در بخش اروپاییِ روسیه است. کرملین قازان از میراث جهانی یونسکو است. یونسکو در سال ۲۰۰۵، در مراسمی سالگرد هزارسالگی شهر قازان را به‌عنوان شهری چندقومیتی و محل زندگی مسالمت‌آمیز مسلمان و مسیحی گرامی داشت. در آوریل ۲۰۰۹، لقب رسمی «پایتخت سوم فدراسیون روسیه» برای این شهر در نظر گرفته شد و در سال ۲۰۰۹ به‌عنوان پایتخت ورزشیِ روسیه انتخاب شد. قازان در سال ۲۰۱۳ میزبان مسابقات المپیاد تابستانیِ دانشجویی، ۲۰۱۵، میزبان مسابقات جهانیِ ورزش‌های آبی، و یکی از شهرهای میزبان جام جهانی فوتبال ۲۰۱۸ در روسیه است.

## جغرافیا

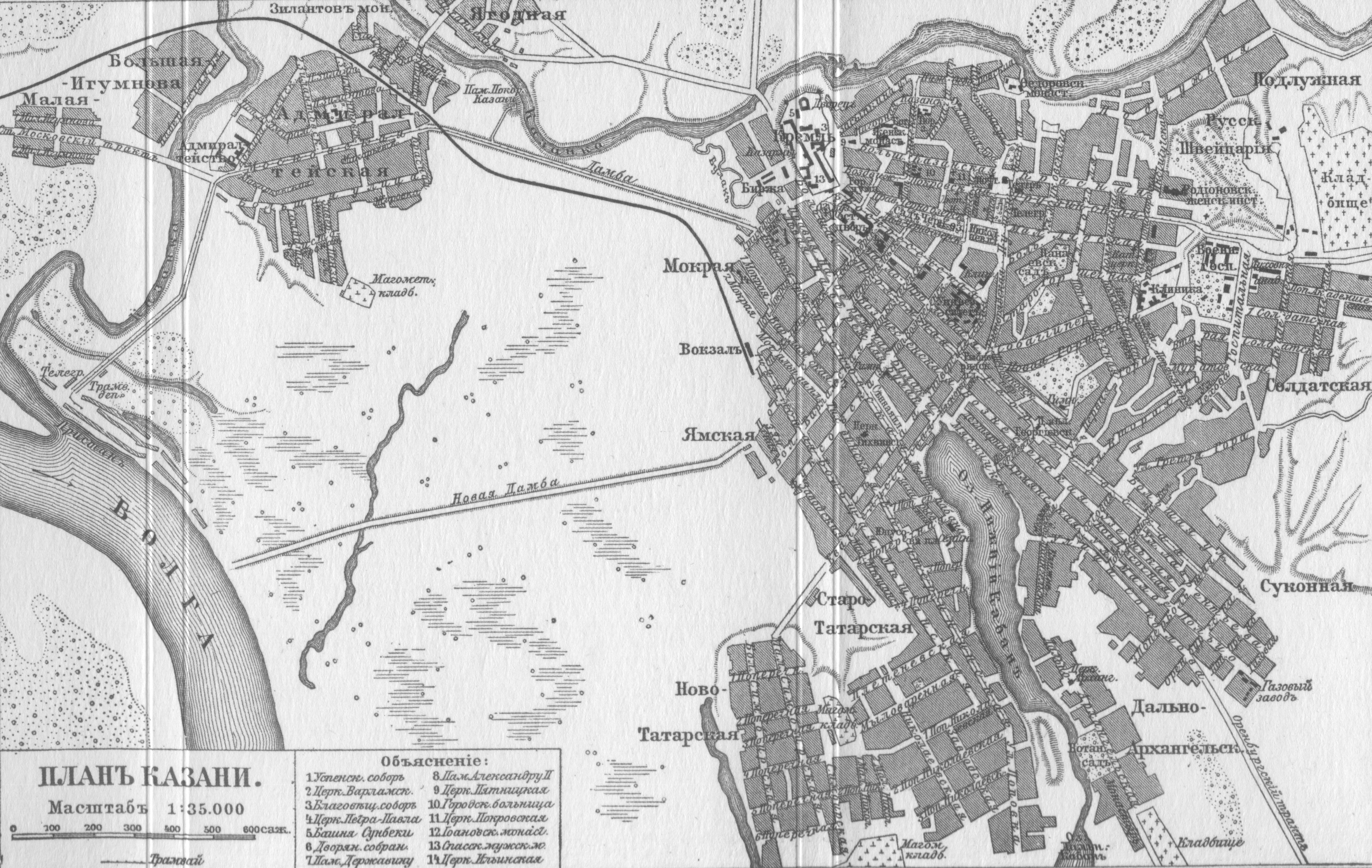
قازان در سده ۱۹ میلادی در نقشهٔ امپراطوری روسیه

این شهر با فاصلهٔ ۷۹۷ کیلومتری از شهر مسکو در قسمت شرقی روسیهٔ اروپایی قرار گرفته است. قازان بیش از ۱٫۱ میلیون نفر جمعیت دارد و ۴۰٪ شهروندان آن کمتر از ۳۰ سال سن دارند.
قازان از مراکز صنعتی، بازرگانی و فرهنگی در مرز اروپا و آسیا است و مهم‌ترین شهر فرهنگی برای تاتارها است. این شهر در محل به‌هم‌پیوستن دو رودِ وُلگا و قازانکا قرار دارد.
شهر اولیه در محل قازان شهر کرمن بود که گفته می‌شود روی تپه‌ای دیگ‌مانند بنا شده‌بود، و واژهٔ «قازان» در زبان تاتاری به‌معنای دیگ است.
قازان از سال ۱۸۰۱ دارای دانشگاه شده و از سال ۲۰۰۵ بزرگ‌ترین مسجد روسیه (و احتمالاً اروپا) به نام مسجد قُل‌شریف در آن ساخته شده است. در سال ۲۰۰۵، قازان هزارسالگی خود را جشن گرفت.
کرملین قازان بخش اصلی اَرگ‌های تاریخی تاتارستان در شهر قازان است. این اَرگ به‌دستور ایوان مخوف ساخته شد و از سال ۲۰۰۰ به‌عنوان میراث جهانی یونسکو شناخته می‌شود.

## مردم
مردمان قازان را به‌طور عمده روس‌ها و تاتارها تشکیل می‌دهند که تاتارها ۵۲٪ و روس‌ها۳۶٪ درصد و اقوام دیگری مانند قوم چواش (قومی ترک‌تبار و نزدیک به تاتارها)، آذربایجانی‌ها، اوکراینی‌ها و یهودیان نیز در این شهر ساکنند.
هر دو زبان روسی و تاتاری در جمهوری تاتارستان رسمی است. زبان روس‌تبارها و زبان میانجی در شهر روسی است و بیشتر تاتارها دوزبانه هستند. حدود یک‌سوم از ازدواج‌ها در قازان ازدواج‌های مختلط میان روس و تاتار است.

## تاریخچه

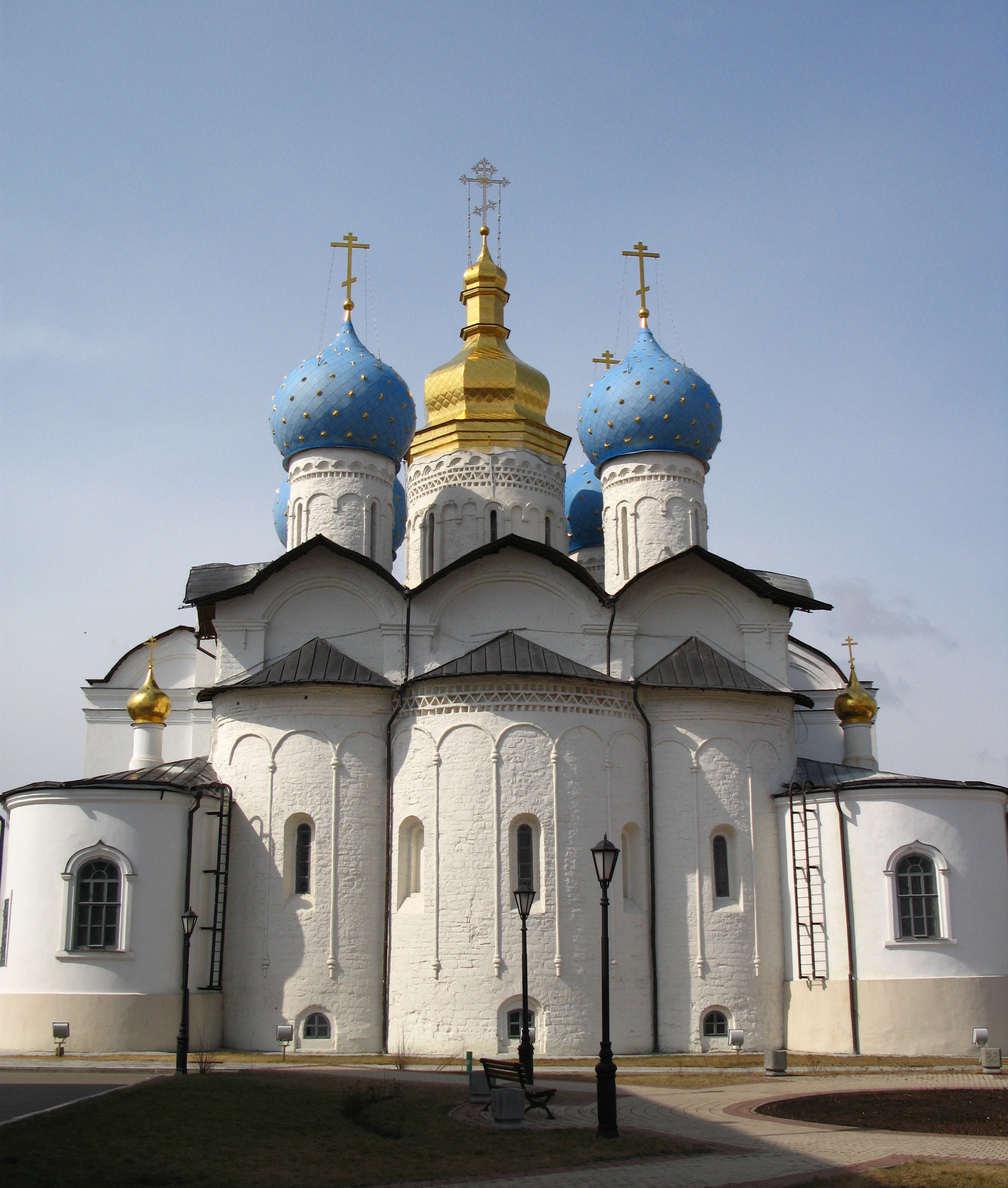
کلیسای کاخ کرملین کازان

شهر قازان را در دوران حکومت بلغارستان ولگا به‌عنوان دژی در کنار مرز با تیره‌های فنلاندی‌تبار همسایه یعنی ماریها و اودمورتها بنا کردند. تاریخ بنای این شهر چیزی میان آغاز سدهٔ ۱۱ تا پایان سدهٔ ۱۳ م گمان زده می‌شود.
قدیمی‌ترین بازمانده‌های شهر کهنِ قازان در کرملین قازان به‌دست آمده است.
در سدهٔ ۱۳ میلادی، قازان همچون پناهگاهی برای تاتارهایی شد که شهرهایشان در جریان حملهٔ چنگیزخان مغول ویران می‌شد. پس از آن قازان مرکز یک امارت در قلمرو اردوی زرین شد. پس از سرنگونی اردوی زرین، قازان در ۱۴۳۸ م پایتخت خاناتی نیرومند به نام خانات قازان گشت. در ۱۴۸۷ م روس‌ها شهر را تصرف کردند، ولی به‌زودی پس نشستند.

### تسخیر به‌دست روس‌ها
قازان در ۱۵۵۲ م توسط نیروهای ایوان مخوف، تزار روسیه، تصرف شد. شمار زیادی از تاتارهای مسلمان کشته شدند. بقیه نیز یا سرکوب شدند یا ناچار به پذیرش مسیحیت شدند.
مسجدها و کاخ‌ها نابود شد و پس از تبعید تاتارها به ۵۰ کیلومتری شهر، جمعیت زیادی از روس‌ها برای سکونت به قازان سرازیر شدند.

## حمل و نقل
قازان دارای سه فرودگاه به‌نام‌های فرودگاه بین‌المللی قازان، فرودگاه شماره دو قازان و قازان بوریسوگلبسکویه است.

## مترو
متروی قازان در سال ۲۰۰۵ تأسیس شده و هم‌اکنون دارای ۱ خط و ۱۰ ایستگاه است.

## ارتباط با ایران
قازان از دیرباز ارتباطاتی با ایران داشته، به‌طوری‌که در آکادمی علوم تاتارستان بخش ایران‌شناسی فعال بوده که خانم آلسو ارسلان اوا آیراتونا ریاست رئیس مرکز ایران‌شناسی آکادمی علوم تاتارستان را بر عهده داشته که اصالت بختیاری دارد، و آموزش زبان فارسی نیز در دانشگاه اسلامی روسیه انجام می‌گیرد.
در سال ۱۳۸۶ کنسولگری ایران به‌دلیل همکاری‌های اقتصادی و فرهنگی با منطقه تاتارستان در مقابل ایجاد کنسولگری روسیه در رشت شروع به‌کار کرد. هم‌اکنون داوود میرزاخانی سرکنسول جمهوری اسلامی ایران در قازان است.

## دانشگاه
قازان سومین شهر بزرگ علمی روسیه پس از مسکو و سن‌پترزبورگ است، که دانشگاه‌های بزرگی همچون دانشگاه قازان، دانشگاه اسلامی روسیه، دانشگاه فرهنگ و هنر قازان، دانشگاه فنی قازان فعال است.

## ورزش
خاستگاه باشگاه فوتبال روبین کازان، از تیم‌های متمول و پرافتخار لیگ برتر روسیه، در این شهر است. همچنین ورزشگاه خانگی این تیم (کازان آرنا)، میزبان ۶بازی از رقابت‌های جام‌جهانی فوتبال ۲۰۱۸ بوده است.
باشگاه والیبال زنیت کازان نیز از تیم‌های متمول و پرافتخار لیگ برتر باشگاه‌های اروپا در این شهر است.